# Moulin Bleu (Saint-Roch-de-l'Achigan)
 (juillet 2013).
Le moulin Bleu est l'un des derniers moulins à eau du Québec au Canada. Il a été cité immeuble patrimonial en 2013.

## Identification
- Nom du bâtiment : Moulin bleu
- Adresse civique : 420 Route 341
- Municipalité : Saint-Roch-de-l'Achigan
- Propriété : Privée

## Construction
- Date de construction :
- Nom du constructeur :
- Nom du propriétaire initial :

## Chronologie
- Évolution du bâtiment :
- Autres occupants ou propriétaires marquants :
- Transformations majeures :

## Mise en valeur
- Constat de mise en valeur :
- Site d'origine : Oui
- Constat sommaire d'intégrité :
- Responsable :